# Säckilot
Säckilot (finska Säkkiluoto) är en ö i Skärgårdshavet i Pargas stad. Öns area är cirka 13 hektar. Säckilot ligger cirka 2 kilometer norr om den större ön Innamo och 34 kilometer sydväst om Åbo.
Centralkriminalpolisen gjorde i september 2018 ett stort tillslag mot företaget Airiston Helmi på ön och en rysk affärsman med nära kopplingar till företaget.